# نمانیا رتیچ
نمانیا رتیچ (صربی: Nemanja Rnić؛ زادهٔ ۳۰ سپتامبر ۱۹۸۴) بازیکن فوتبال اهل صربستان است.
از باشگاه‌هایی که در آن بازی کرده‌است می‌توان به باشگاه فوتبال ولفسبرگر، باشگاه فوتبال اوورلا اوژهورود، باشگاه فوتبال اندرلشت، و باشگاه فوتبال پارتیزان اشاره کرد.
وی همچنین در تیم‌های ملی فوتبال زیر ۲۱ سال صربستان و صربستان بازی کرده‌است.